# Cheick Fantamady Diarra
Cheick Fantamady Diarra (* 11. Februar 1992 in Bamako) ist ein malischer Fußballspieler.

## Karriere

### Verein
Diarra begann seine Karriere in der Jugend für Centre Salif Keita und gehörte ab dem Frühjahr 2008 zum Team in der Malien Première Division. Im November 2010 verließ er CSK und wechselte zum Ligarivalen Stade Malien.
Am 6. Juli 2011 verließ Diarra Stade Malien und unterschrieb in Frankreich, einen Drei-Jahres-Vertrag für Stade Rennes. In der Saison 2013/14 wurde Diarra an den FC Istres ausgeliehen. Am 29. Juli 2014 gab AJ Auxerre bekannt, Diarra zur neuen Saison auszuleihen.

### Nationalmannschaft
Am 23. April 2009 gab er sein Debüt für die A-Nationalmannschaft von Mali. Im Sommer 2011 nahm Diarra an der FIFA U-20 WM in Kolumbien teil.